# Валентинув (Любартівський повіт)
Валентинув (пол. Walentynów) — село в Польщі, у гміні Єзьожани Любартівського повіту Люблінського воєводства.
Населення — 168 осіб (2011).
У 1975-1998 роках село належало до Люблінського воєводства.

## Демографія
Демографічна структура станом на 31 березня 2011 року:
|          | Загалом | Допрацездатний вік | Працездатний вік | Постпрацездатний вік |
| -------- | ------- | ------------------ | ---------------- | -------------------- |
| Чоловіки | 80      | 15                 | 53               | 12                   |
| Жінки    | 88      | 21                 | 46               | 21                   |
| Разом    | 168     | 36                 | 99               | 33                   |